# Seumatang Aron
Seumatang Aron is een bestuurslaag in het regentschap Aceh Timur van de provincie Atjeh, Indonesië. Seumatang Aron telt 388 inwoners (volkstelling 2010).